# 早河洋
早河 洋（はやかわ ひろし、1944年1月1日 ‐ ）は、日本のディレクター、実業家。株式会社テレビ朝日ホールディングス・テレビ朝日代表取締役会長。一般社団法人日本民間放送連盟副会長、東映株式会社社外取締役。朝日放送株式会社社外取締役、公益財団法人朝日新聞文化財団評議員。東映アニメーション株式会社社外取締役を歴任した。
女優の米倉涼子には「洋（ひろし）」と呼ばれている。

## 経歴

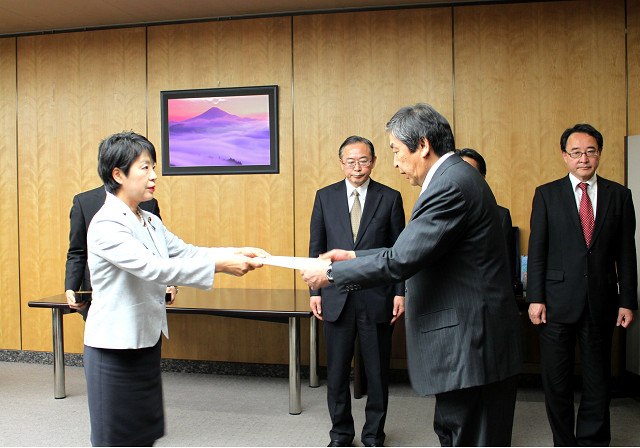
総務副大臣の上川陽子より、テレビ朝日HDの認定放送持株会社の認定証を受け取る（2014年）

山梨県笛吹市（旧・一宮町）出身。山梨県立日川高等学校を経て、中央大学法学部卒業。テレビ朝日の前身である株式会社日本教育テレビ（NETテレビ）に入社。「ANNニュース」を始めとして主に報道畑を歩む。1980年には轡田隆史、内田忠男、安藤優子をキャスターに起用した『BIG NEWS SHOW いま世界は』のディレクターを務め、1983年からは筑紫哲也の『TVスクープ』等も担当。1985年には初代プロデューサーとして久米宏の『ニュースステーション』をスタートさせ、その後も田原総一朗の『朝まで生テレビ!』や、小宮悦子の『スーパーJチャンネル』等を担当する。
2009年6月25日、第13代テレビ朝日社長に就任する。テレビ朝日の歴代社長は、NETテレビから全国朝日放送への社名変更以降これまで朝日新聞社出身者が務めていたが、テレビ朝日からの生え抜き社長就任は早河が初である。2009年3月期決算で開局以来初の最終赤字に転落して不祥事が続発し、「組織的な取り組みだけでなく、テレビマンの誇りが大切」と放送倫理の向上をアピールしている。2012年日本民間放送連盟副会長。2014年まで準キー局の朝日放送取締役も務めた。
社長就任後に2時間の放送が主流だったゴールデンタイムの特番を3時間の放送とし、21時54分から放送する『報道ステーション』につなげたり、『相棒』を夕方の時間帯に再放送するなど数々の改革を行い、視聴率でキー局万年中位だったテレビ朝日を首位に押し上げた。2013年4月発表の2012年度平均視聴率で、19～22時のゴールデンタイムと19～23時のプライムタイムで1位となる。
2014年7月1日付で代表取締役会長兼CEOに就任し、株式会社ビデオリサーチ社外取締役、NPO法人映像産業振興機構理事を務める。酒席で藤田晋と意気投合して2016年3月1日にAbemaTVを発足させた。
2022年2月10日付で亀山慶二代表取締役社長が不祥事により引責辞任したことを受けて、会長兼摂のまま社長に復帰した。緊急事態の対応として暫定的なもので、6月の株主総会までに新たな役員人事を決めるとしていた（6月の篠塚浩の社長に伴い退任）。
2025年5月22日、中居正広・フジテレビ問題を受けて引責辞任した遠藤龍之介（フジテレビ出身）の後任として、日本民間放送連盟（民放連）会長に就任。

### 略歴
- 1967年4月 - 株式会社日本教育テレビ（現・株式会社テレビ朝日）入社[1]
- 1995年6月 - 全国朝日放送株式会社（現・株式会社テレビ朝日）広報局長[1]
- 1996年2月 - 同社編成局長[1]
- 1997年3月 - 同社報道局長[1]
- 1998年9月 - 同社役員待遇報道・情報本部副本部長兼報道局長
- 1999年6月 - 同社取締役編成・制作本部長[11]
- 2000年2月 - 同社取締役編成本部長[11]
- 2001年6月 - 同社常務取締役編成本部長[11]
- 2002年3月 - 同社常務取締役編成本部長兼編成制作局長[11]
- 2003年2月 - 同社常務取締役編成制作局長[11]
- 2005年6月29日 - 株式会社テレビ朝日代表取締役専務[11]
- 2007年6月27日 - 同社代表取締役副社長[11]
- 2009年6月25日 - 同社代表取締役社長
- 2014年7月1日 - 同社代表取締役会長兼CEO
- 2022年2月10日 - 同社代表取締役会長兼社長兼CEO[8]
- 2022年6月29日 - 同社代表取締役会長

## エピソード
- 早河が制作プロデューサー時代に関与していた『ミュージックステーション』は現在（2023年時点）、自身が関与した番組で唯一継続している[12]。
- 『ニュースステーション』のプロデューサー時代だった1986年2月25日、フィリピンでいわゆる「フィリピン政変（別名にフィリピン革命・エドゥサ革命・マルコス革命・フィリピンクーデターなど）」が起こり、早河はこの日、放送時間を臨時に30分延長することを決めた。この時、放送終了直前にアメリカ合衆国のジョージ・シュルツ国務長官がCNNを通して、当時のフェルディナンド・マルコスフィリピン大統領一家が亡命し、代わってコラソン・アキノが次期大統領に就任することを発表した会見を放送した。これはテレビ朝日が2009年の開局50周年記念特番「ニュースの記憶〜あの頃・あの時・あなたは…報道50年映像全史〜」で、早河本人は出演しなかったが当時の放送資料映像を交えて紹介された。
  - また、1970年5月30日に生放送された教養番組『ドキュメンタリー現代』では、日本赤軍派の国内残留幹部と思われる人物への単独会見を敢行、これも開局50周年記念特番で一部放送された。
- 『報道ステーション』開始は2004年4月だが、その3年位前から早河が古舘プロジェクトの会長に対し、「『ニュースステーション』の後を古舘伊知郎でお願いしたい」と打診していた。スポーツ実況やバラエティ番組、「トーキングブルース」等々、娯楽もので生きていきたいという思いから古舘はその打診をずっと断っていたが、早河が「自由にあなたの絵を描いて」と言い、最終的に引き受けさせた。古舘は『報道ステーション』を降板する2年位前に早河に「辞めさせてほしい」と申し出たが、契約があと2年残っているということで、早河に「もうちょっと頑張ってよ」と言われたため踏み止まった[13]。

古舘とは不仲説も囁かれたが、古舘に「トーキングブルース」復活を促したのは早河であると古舘が語った。
早河は2016年3月、古舘の報道姿勢に賛否両論があったことに触れ「（報道姿勢が）一方的だったかというと、それは古舘氏個人というより番組の未熟な点だった」と古舘を擁護した。
- サイバーエージェントの藤田晋と親交が深く、早河が社長に就任した2009年秋に初めて食事をして以来、年に2～3回ゴルフを一緒にする関係であると日経ビジネスのインタビューに答えている。早河は藤田を「インターネット広告からネットメディア、ゲーム事業まで、知見や成功体験、ノウハウを持ち、IT業界で確固たる地位を固めてきた」人物であり「あの若さでそういう輝かしい実績を作ってきた人物の構想力は信じるに足る」と高く評価している[16]。藤田は週刊ダイヤモンドのインタビューでAbema TV開局にこぎつけた経緯について早河との「深い信頼関係」があったことを認め「その信頼関係がないとまず無理な話だったと思うんです」と話している[17]。なお、藤田は2013年度よりテレビ朝日の放送番組審議委員に就任しており[18]、2025年度も委員を務めている[19]。